# Libros de Samuel

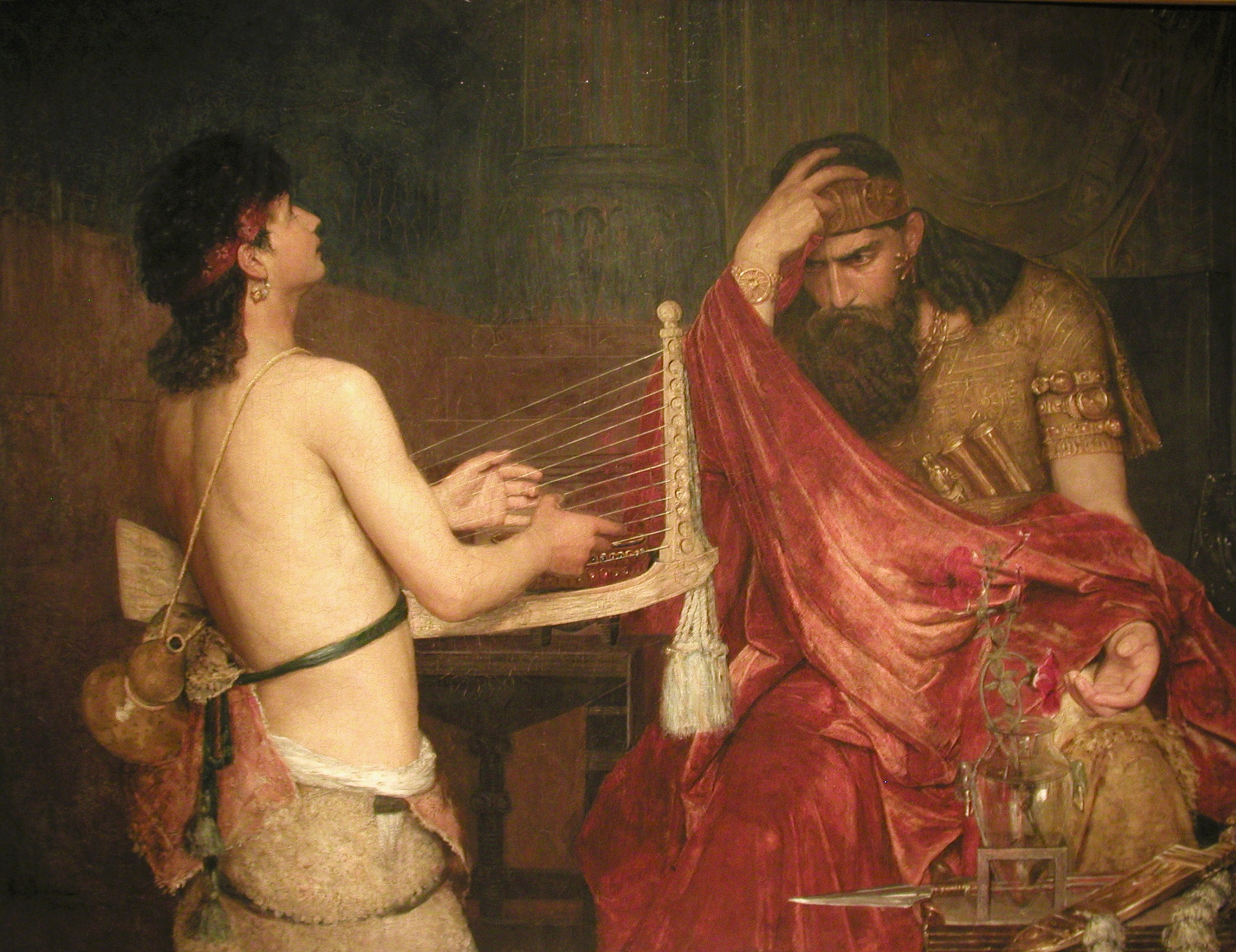
David y Saúl, pintura de 1878 de Ernst Josephson.

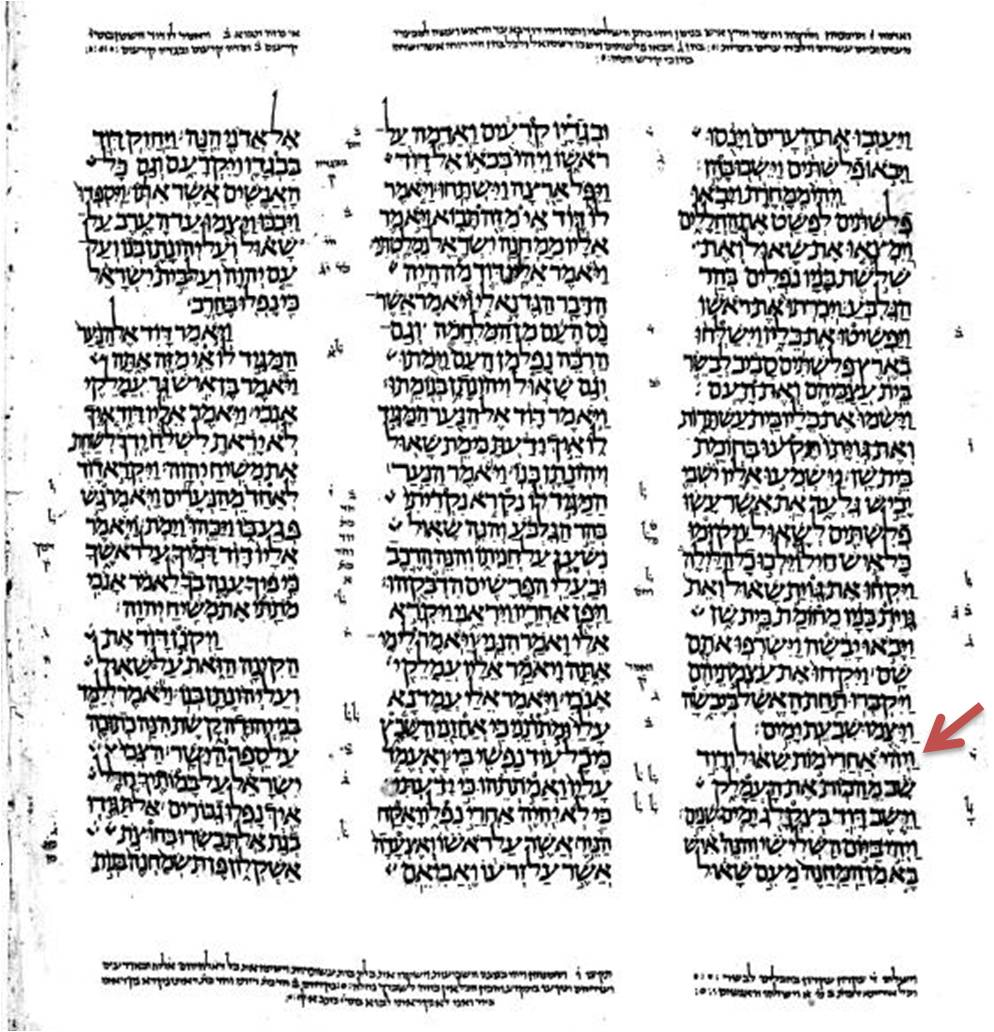
Página 341 de I y II Samuel en el Codex Leningradensis.

Los Libros de Samuel (I Samuel y II Samuel, que juntos en hebreo forman el "Libro de Samuel" ספר שמואל, Sefer Shmuel ספר שמואל) forman parte de la historia narrativa del Antiguo Israel en la sección Nevi'im o 'profetas' de la Biblia hebrea / Antiguo Testamento, llamada la historia deuteronómica, una serie de libros (Josué, Jueces, Samuel y Reyes) que constituyen una historia teológica de los israelitas y tienen como objetivo explicar la ley de Dios para Israel bajo la guía de los profetas.
Según la tradición judía, la obra fue escrita por Samuel, con adiciones de los profetas Gad y Natán. El pensamiento académico moderno es que toda la historia deuteronómica se compuso en el período entre c. 630–540 a. C. combinando diversos textos independientes de varias épocas.
Los Libros de Samuel comienzan con el nacimiento del profeta Samuel y la llamada que le hizo Dios cuando era niño. Ya adulto, los israelitas son derrotados por los filisteos, que se llevan el Arca de la Alianza como símbolo de opresión de Israel por parte de sus enemigos, lo que terminaría provocando, después de varias vicisitudes, la unción de Saúl por Samuel, como primer rey de Israel. Pero Saúl demostró ser indigno y la elección de Dios se dirigió hacia David, quien derrotó a los enemigos de Israel, incluyendo a Goliath, y compró una era donde su hijo Salomón construyó el templo y llevó el Arca a Jerusalén. Dios prometió a David y a sus sucesores una dinastía eterna.

## Resumen
La estéril Ana le promete a Yahweh que si tuviese un hijo, se dedicará a Él. Elí, sacerdote de Silo (donde se encontraba el Arca de la Alianza), la bendice y nace un niño llamado Samuel. Samuel se dedicó al Señor como nazareo, el único junto con Sansón identificados en la Biblia. Los hijos de Elí, Ofni y Fineas, pecaban contra las leyes de Dios, del pueblo y del sacerdocio y mueren durante la batalla de Afek, mientras que el pequeño Samuel crece 'ante la presencia del Señor'.
Los filisteos capturaron el Arca de la Alianza de Silo y se la llevaron al templo de su propio dios Dagón en la ciudad de Asdod. Pero los filisteos empiezan a estar afectados por plagas hasta que devuelven el Arca a los israelitas, incluyendo ofrendas de desagravio al territorio de la tribu de Benjamín en lugar de a Silo. Los filisteos atacan después a los israelitas reunidos en Mispá en Galaad. Cuando Samuel apela a Yahweh, los filisteos son derrotados decisivamente y los israelitas pudieron recuperar su territorio perdido.
En su vejez, Samuel nombra a sus hijos Joel y Abías como jueces, pero debido a su corrupción, el pueblo pide que un rey los gobierne. Dios le dice a Samuel que unja a David de Belén como rey, y David entra en la corte de Saúl como su escudero y arpista. El hijo y heredero de Saúl, Jonatán, se hace amigo de David y lo reconoce como el rey legítimo. Saúl trama la muerte de David, pero David huye al desierto, donde se convierte en defensor de los hebreos. David se une a los filisteos, pero continúa defendiendo en secreto a su propio pueblo, hasta que mueren Saúl y Jonatán en la batalla del Monte Guilboa. En esta ocasión, David profiere una alabanza majestuosa, elogiando la valentía y la magnificencia de su amigo Jonatán y del rey Saúl.
Los ancianos de Judá ungen a David como rey, pero en el norte, el hijo de Saúl, Ish-bosheth (o Ishbaal), gobierna sobre las tribus del norte. Después de una larga guerra, Ishbaal muere a manos de Rechab y Baanah, dos de sus capitanes que esperaban una recompensa de David, pero David los mata por asesinar a un ungido de Dios. David es ungido entonces rey de todo Israel unificado, captura Jerusalén y lleva allí el Arca. David desea construir un templo, pero Natán le profetiza que uno de sus hijos será el que construya el templo. David sigue derrotando a los enemigos de Israel, filisteos, moabitas, edomitas, sirios y arameos.
David comete adulterio con Betsabé, que queda embarazada. Cuando su esposo, el militar Urías el hitita vuelve de la batalla, David lo alienta a ir a casa para que vea a su esposa, pero Urías lo declina pues David lo necesita. Así, David envía deliberadamente a Urías a una misión suicida. Su comportamiento despierta la cólera divina, y Yahweh envía desastres contra su casa. Natán le profetiza a David que la espada nunca se apartará de su casa. Durante el resto de su reinado tiene problemas. Amnón (uno de los hijos de David) viola a su hermanastra Tamar (una de las hijas de David). Absalón (otro hijo de David) mata a Amnón y se rebela contra su padre, y David tiene que irse de Jerusalén. Absalón es asesinado después de la Batalla del Bosque de Efraín y David es restaurado como rey y regresa a su palacio. Finalmente, solo quedan dos contendientes para su sucesión, Adonías, hijo de David y Haggith, y Salomón, hijo de David y Betsabé.
El Segundo Libro de Samuel concluye con cuatro capítulos (capítulos 21 a 24) que se encuentran fuera de la narración cronológica de Saúl y David. La narración se reanuda con el Primer Libro de los Reyes, que relata cómo, mientras David se está muriendo en su lecho, Betsabé y Natán aseguran la elevación de Salomón al trono.
Los cuatro capítulos suplementarios cubren una gran hambruna durante el reinado de David, la ejecución de siete de los descendientes restantes de Saúl de los que solo Mefiboset se salvó, el cántico de liberación de David, que es casi idéntico al Salmo 18, sus últimas palabras, una lista de los 'guerreros poderosos' de David, una ofrenda hecha por David usando agua del pozo de Belén, el censo pecaminoso de David, una plaga sobre Israel que David prefirió a la hambruna o la opresión, y la construcción de un altar en la tierra que compró a Arauna el Jebuseo.

## Estructura
Lo que ahora se conoce comúnmente como 1 Samuel y 2 Samuel son llamados por la Vulgata, imitando a la Septuaginta, 1 Reyes y 2 Reyes respectivamente. Entonces, lo que ahora se conoce comúnmente como 1 Reyes y 2 Reyes serían 3 Reyes y 4 Reyes en Biblias antiguas de antes del año 1516. Fue en 1517 cuando comenzó el uso de la división que hoy conocemos, utilizada por las Biblias protestantes y adoptada más posteriormente por los católicos. Algunas Biblias aún conservan la antigua denominación, por ejemplo, la Biblia Douay–Rheims.
1 y 2 Samuel eran originalmente una sola obra (y en algunas biblias judías todavía lo siguen siendo), pero los traductores de la Septuaginta griega, producida alrededor del siglo II a. C., la dividieron en dos. Esto fue adoptado por las traducciones latinas utilizadas en la iglesia cristiana primitiva de Occidente, y finalmente se introdujo en las biblias judías a principios del siglo XVI. El texto hebreo, que usan los judíos hoy en día, llamado texto masorético, difiere considerablemente del texto hebreo que fue la base de la primera traducción griega, y los eruditos todavía están trabajando para encontrar las mejores soluciones a los muchos problemas que esto provoca.